# باول رووي
باول رووي (بالإنجليزية: Paul Rowe)‏ هو لاعب هوكي الجليد أمريكي، ولد في 5 مايو 1914 في سومرفيل في الولايات المتحدة، وتوفي في 28 أغسطس 1993 في بنسيلفانيا في الولايات المتحدة.

## وصلات خارجية
- باول رووي على موقع EliteProspects.com (الإنجليزية)
- باول رووي على موقع HockeyDB.com (الإنجليزية)
- باول رووي على موقع أوليمبيديا (الإنجليزية)
- باول رووي على موقع قاعة كولومبيا البريطانية للمشاهير الرياضية (الإنجليزية)